# يوم الصناديق

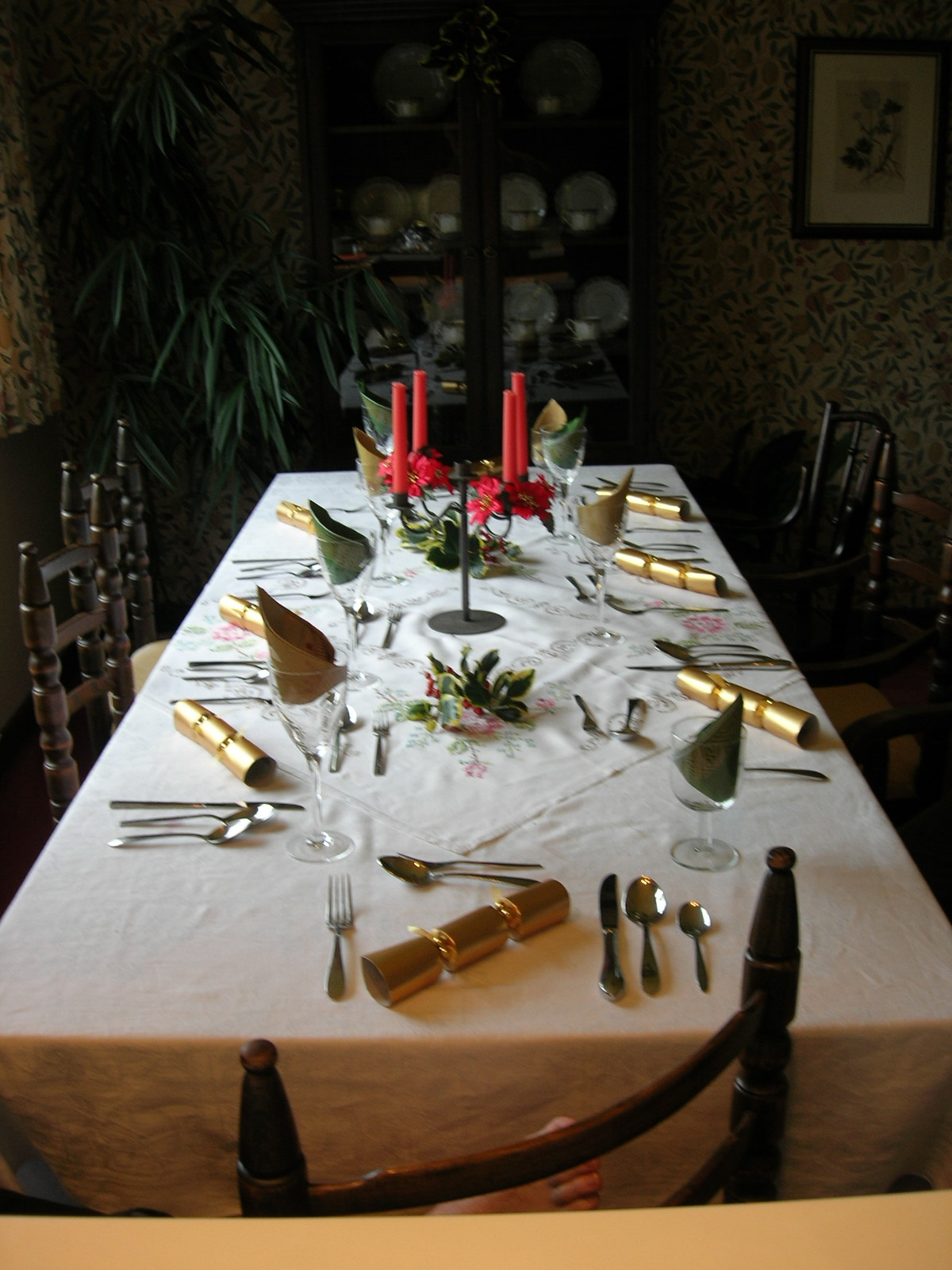
مائدة عشاء يوم الصناديق.

يوم العُلَب أو يوم الصناديق (بالإنجليزية: Boxing Day)‏ (نقحرة: بوكسينج داي) يوم عطلة رسمية يحتفل به في المملكة المتحدة وكل الدول الناطقة بالإنجليزية باستثناء الولايات المتحدة ومعظم دول الكومنولث، يحتفل به في 26 ديسمبر من كل عام غداة عيد الميلاد، ويعرف أيضًا بعيد القديس ستيفن ظهر في إنجلترا خلال العصور الوسطى.
 يُعتبر العيد في إنجلترا واحدًا من الأعياد المعترف بها عام 1871.

## التسمية
هناك تباين في النظريات حول أصل التسمية، وأكثرها شيوعًا هو أن التسمية جاءت لأنه في الزمن البعيد كانت الكنائس تضع صناديق في الخارج لجمع الهدايا للمحتاجين. بينما تقول فرضية أخرى مشابهة أن التسمية جاءت لأن أصحاب المنازل كانوا يعطون الخدم صناديق فيها نقودًا وهدايا وأحيانًا طعامًا لأخذها لأسرهم يوم السادس والعشرين من كانون الأول (غداة عيد الميلاد). اعتقد أحيانًا أنه يشير إلى صندوق الصدقات الموجود في رواق الكنائس المسيحية لجمع التبرعات للفقراء. قد يأتي التقليد من عادة في أواخر العصر الروماني / المسيحي المبكر حيث كانت صناديق الصدقات الموضوعة في الكنائس تستخدم لجمع قرابين خاصة مرتبطة بعيد القديس ستيفن، والتي تقع في الكنائس المسيحية الغربية على نفس النحو اليوم كيوم الصناديق، اليوم الثاني من عيد الميلاد.
يقدم قاموس أوكسفورد الإنجليزي أقدم الشهادات من بريطانيا في ثلاثينيات القرن التاسع عشر، معرّفًا إياه بأنه «أول يوم من أيام الأسبوع بعد يوم عيد الميلاد، يُحتفل به كعطلة يتوقع فيها سعاة البريد وفتيان المهمات والخدم من مختلف الأنواع الحصول على صندوق عيد الميلاد».
يعود مصطلح «صندوق عيد الميلاد» إلى القرن السابع عشر، وكان يعني من بين أشياء أخرى:
«هدية أو مكافأة تُمنح في عيد الميلاد: في بريطانيا العظمى، تقتصر عادةً على الإكراميات الممنوحة لأولئك الذين من المفترض أن يكون لديهم مطالبة غامضة من المتبرع مقابل الخدمات المقدمة له باعتباره أحد عامة الناس الذين يتم توظيفهم ودفعهم، أو كعميل لصاحب العمل القانوني؛ النظرية غير المحددة هي أنه كما فعلوا مكاتب لهذا الشخص، والتي لم يدفع لهم مقابلها مباشرة، فإن بعض الاعتراف المباشر أصبح في عيد الميلاد. يوم الصناديق في المملكة المتحدة.»
في بريطانيا، كان من المعتاد أن يقوم التجار بجمع «صناديق عيد الميلاد» من النقود أو الهدايا في أول يوم من أيام الأسبوع بعد عيد الميلاد كشكر على الخدمة الجيدة طوال العام. هذا مذكور في يوميات صموئيل بيبس بتاريخ 19 ديسمبر 1663. ترتبط هذه العادة بتقليد بريطاني أقدم حيث سُمح لخدم الأثرياء في اليوم التالي بزيارة عائلاتهم حيث كان عليهم خدمة أسيادهم في يوم عيد الميلاد. كان أصحاب العمل يعطون كل خادم صندوقًا لأخذها إلى المنزل يحتوي على الهدايا والمكافآت وأحيانًا بقايا الطعام. حتى أواخر القرن العشرين، كان هناك تقليد سائد بين الكثيرين في المملكة المتحدة لتقديم هدايا عيد الميلاد، عادة ما تكون نقدية، للبائعين، على الرغم من عدم وجودها في يوم الصناديق حيث لن يعمل الكثيرون في ذلك اليوم.
في جنوب إفريقيا، اعتاد البائعون الذين لا يتفاعلون عادة مع من يخدمونهم أن يطرقوا أبواب البائعين لطلب «صندوق عيد الميلاد»، وهو تبرع نقدي صغير، في الأسابيع التي تسبق عيد الميلاد أو بعده. أصبحت هذه الممارسة مثيرة للجدل وقد منعت بعض البلديات موظفيها من طلب صناديق عيد الميلاد.

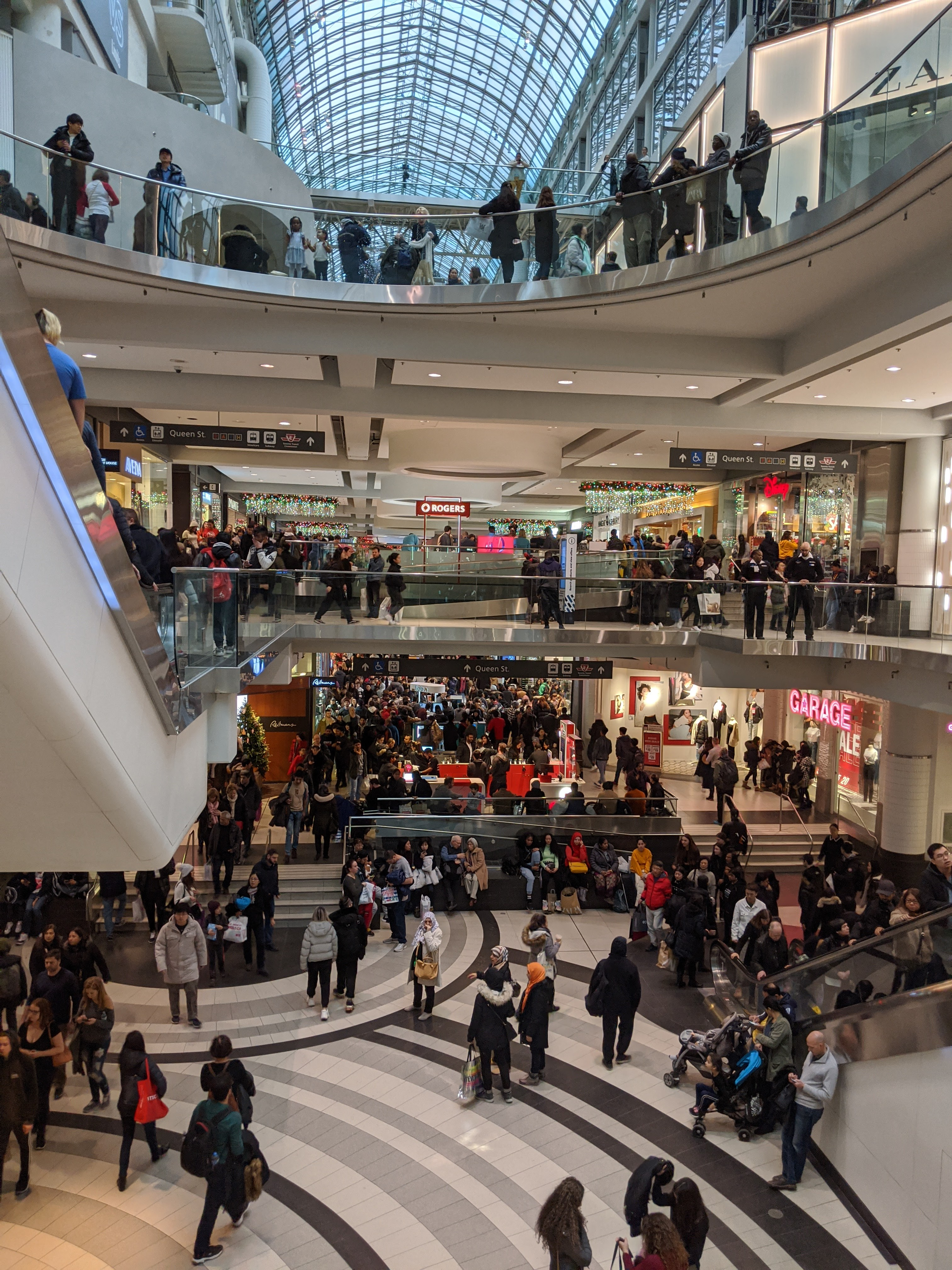
محل تجاري في يوم الصناديق

تقوم معظم المحلات التجارية في المملكة المتحدة وكندا في يوم الصناديق ببيع المخزون الفائض عن عيد الميلاد بتخفيض كبير في الأسعار. اليوم، أصبح يوم الصناديق من الأهمية بمكان لتجارة التجزئة لدرجة أنه يستمر غالبًا لمدة أسبوع يسمى بأسبوع الصناديق.

## التاريخ
يُحتفل بعيد الصناديق تقليديًا في 26 ديسمبر، وهو اليوم الذي يلي يوم عيد الميلاد، على الرغم من أن العديد من الناس يحتفظون - وهناك تأكيد وثائقي - بأنه لن يقع يوم الأحد (الأحد هو يوم العبادة)، وبالتالي سيكون يوم الاثنين 27 ديسمبر يوم الصناديق. يصادف عيد القديس ستيفن، وهو عيد ديني، 26 ديسمبر.

## الطقوس المعتمدة وفقًا لكل الدولة
في أستراليا، يوم الصناديق هو يوم عطلة عامة في جميع الولايات القضائية باستثناء ولاية جنوب أستراليا، حيث يتم الاحتفال بالعطلة الرسمية المعروفة باسم يوم الإعلان في أول يوم من أيام الأسبوع بعد يوم عيد الميلاد أو يوم عيد الميلاد. يتم لعب مباراة كريكيت اختبارية كل عام في ملعب ملبورن للكريكيت بدءًا من يوم الصناديق.
في كندا، يوم الصناديق (بالفرنسية: le Lendemain de Noël) هو يوم عطلة قانوني فيدرالي. المكاتب الحكومية والبنوك والخدمات البريدية مغلقة. في أونتاريو، هو يوم عطلة قانوني إقليمي.
في هونغ كونغ، على الرغم من نقل السيادة من المملكة المتحدة إلى الصين في عام 1997، لا تزال يوم الصناديق عطلة عامة. إذا صادف يوم الملاكمة يوم الأحد، فسيتم منح يوم تعويض في يوم الأسبوع التالي.
في أيرلندا، عندما كانت الجزيرة بأكملها جزءًا من المملكة المتحدة، حدد قانون عطلات البنوك لعام 1871 يوم عيد القديس ستيفن كعطلة عامة غير متحركة في 26 ديسمبر.
بعد التقسيم في عام 1920، عادت أيرلندا الشمالية إلى الاسم البريطاني، يوم الملاكمة. في شرق دونيغال وإينيشاون، يُعرف اليوم أيضًا باسم يوم الصناديق.
في نيوزيلندا، يوم الملاكمة هو يوم عطلة قانوني. في هذه الإجازات، يتقاضى الأشخاص الذين يتعين عليهم العمل ضعف رواتبهم ويوم واحد بدلاً من ذلك للموظفين الذين يعملون.
في نيجيريا، يوم الصناديق هو يوم عطلة عامة للعاملين والطلاب. عندما يصادف يوم السبت أو الأحد، هناك دائمًا عطلة يوم الاثنين.
في اسكتلندا، تم تحديد يوم الصناديق كعطلة إضافية للبنك منذ عام 1974، بموجب إعلان ملكي بموجب قانون المعاملات المصرفية والمالية لعام 1971.
في سنغافورة، كان يوم الصناديق يوم عطلة عامة للعاملين والطلاب؛ عندما يصادف يوم السبت أو الأحد، كانت هناك عطلة يوم الاثنين. ومع ذلك، فقد توقف هذا التقليد في السنوات الأخيرة في سنغافورة.
في جنوب إفريقيا، يوم النوايا الحسنة، الذي يصادف 26 ديسمبر، هو يوم عطلة رسمية.
في ترينيداد وتوباغو، يوم الصناديق هو يوم عطلة رسمية.
في المملكة المتحدة، كان يوم 26 ديسمبر (ما لم يكن يوم الأحد) يوم عطلة البنوك منذ عام 1871. عندما يصادف 26 ديسمبر يوم السبت، تكون العطلة الرسمية المصاحبة يوم الاثنين التالي. عندما يصادف 26 ديسمبر يوم أحد، تكون العطلة الرسمية يوم الثلاثاء التالي، ويكون يوم الاثنين هو العطلة الرسمية المرتبطة بيوم عيد الميلاد.
في إقليم برمودا البريطاني فيما وراء البحار، يؤدي راقصو غومبي الذين يرتدون أزياء في جميع أنحاء الجزيرة الواقعة في وسط المحيط الأطلسي في يوم الصناديق، وهو تقليد يعتقد أنه يعود إلى القرن الثامن عشر عندما سُمح للعبيد بالتجمع في عيد الميلاد.
في ولاية ماساتشوستس، أعلن الحاكم ويليام ف. ويلد أن يوم 26 ديسمبر هو يوم الملاكمة، ردًا على جهود تحالف من المواطنين البريطانيين «لنقل التقاليد الإنجليزية إلى الولايات المتحدة».

## التسوق
في المملكة المتحدة، كندا، أستراليا، ترينيداد وتوباغو، ونيوزيلندا، يُعرف يوم الصناديق بشكل أساسي باسم عطلة التسوق. تعتبر مبيعات هذا اليوم شائعة، وغالبًا ما تسمح المتاجر بتخفيضات كبيرة في الأسعار. بالنسبة للعديد من التجار، أصبح «يوم الصناديق» هو يوم السنة الذي يحقق أعلى إيرادات. في المملكة المتحدة في عام 2009، قُدر أن ما يصل إلى 12 مليون متسوق ظهروا في المبيعات (ارتفاع بنسبة 20٪ تقريبًا مقارنة بعام 2008، على الرغم من أن هذا قد تأثر أيضًا بحقيقة أن ضريبة القيمة المضافة كانت على وشك العودة إلى 17.5٪ اعتبارًا من 1 يناير بعد التخفيض المؤقت إلى 15٪).
يفتح العديد من تجار التجزئة في وقت مبكر جدًا (عادةً في الخامسة صباحًا أو حتى قبل ذلك) ويقدمون صفقات مزعجة وقادة خسارة لجذب الناس إلى متاجرهم. ليس من غير المألوف أن تتشكل طوابير طويلة في وقت مبكر من صباح يوم 26 ديسمبر، قبل ساعات من افتتاح المحلات التجارية التي تحتفظ بمبيعات كبيرة، لا سيما في متاجر التجزئة الإلكترونية الكبيرة. العديد من المتاجر لديها كمية محدودة من السحب الكبير أو العناصر المخفضة للغاية. بسبب الازدحام الشديد، يختار الكثيرون البقاء في المنزل وتجنب تجربة التسوق المحمومة. غالبًا ما تغطي وسائل الإعلام المحلية الحدث، مع الإشارة إلى الوقت الذي بدأ فيه المتسوقون في الوقوف في طوابير، وعرض مقاطع فيديو للمتسوقين وهم يصطفون في طابور ثم يغادرون بعد ذلك ومعهم العناصر المشتراة. نفذ العديد من تجار التجزئة ممارسات تهدف إلى إدارة أعداد كبيرة من المتسوقين. قد يحدون من المداخل، أو يقيدون عدد المستفيدين في المتجر في كل مرة، أو يقدمون تذاكر لأشخاص على رأس قائمة الانتظار لضمان الحصول على عنصر تذكرة ساخن، أو يقوموا بإخبار المتسوقين في قائمة الانتظار لإبلاغهم بقيود المخزون.
في بعض مناطق كندا، ولا سيما في كندا الأطلسية وأجزاء من شمال أونتاريو، يُحظر على معظم تجار التجزئة الافتتاح في يوم الملاكمة، إما بموجب قانون المقاطعة أو بموجب اللوائح البلدية، أو بموجب اتفاق غير رسمي بين كبار تجار التجزئة، من أجل توفير يوم من الاسترخاء بعد يوم عيد الميلاد. في هذه المناطق، تم نقل المبيعات المقرر إجراؤها في 26 ديسمبر إلى السابع والعشرين.
ألغى مجلس مدينة جريتر سودبري، أونتاريو، والتي كانت أكبر مدينة في كندا للحفاظ على هذا التقييد اعتبارًا من أوائل عام 2010، اللائحة الداخلية لساعات عمل المتجر رسميًا في 9 ديسمبر 2014.
في حين أن يوم الصناديق هو 26 ديسمبر، فإن العديد من تجار التجزئة سيديرون المبيعات لعدة أيام قبل أو بعد 26 ديسمبر، وغالبًا حتى ليلة رأس السنة الجديدة، ويطلق عليها «أسبوع الصناديق». وتجدر الإشارة إلى أنه في فترة الركود التي حدثت في أواخر عام 2008، قام عدد قياسي من تجار التجزئة بترقية مبكرة بسبب ضعف الاقتصاد. في عام 2009، أطلق العديد من بائعي التجزئة عبر الإنترنت ومتاجر هاي ستريت مبيعاتهم عبر الإنترنت عشية عيد الميلاد ومبيعاتهم في هاي ستريت في يوم الملاكمة.

### انخفاض المبيعات
تمت مقارنة التقليد بظاهرة الجمعة السوداء في الولايات المتحدة - الجمعة التي تلي عطلة عيد الشكر في أواخر نوفمبر - والتي تعتبر عادةً اليوم الأول من موسم التسوق في عيد الميلاد. في أواخر العقد الأول من القرن الحادي والعشرين، عندما كان الدولار الكندي والدولار الأمريكي قريبين من التكافؤ، بدأ تجار التجزئة الكنديون في إقامة عروض الجمعة السوداء الترويجية لجذب المستهلكين الذين قد يسافرون عبر الحدود لزيارة المتاجر الأمريكية. وقد قلل هذا من جاذبية يوم الصناديق في كندا إلى حد ما، حيث تجاوزه يوم الجمعة الأسود من حيث المبيعات بحلول عام 2013.
في عام 2010، بدأ العديد من تجار التجزئة البريطانيين أيضًا في استيراد تقليد الجمعة السوداء، بقيادة تجار التجزئة الذين يمتلكون ملكية أمريكية مثل أمازون وأسدا (هذا الأخير مملوك لشركة Walmart ومقرها الولايات المتحدة). في عام 2015، تجاوزت مبيعات التجزئة البريطانية في نوفمبر المبيعات في ديسمبر للمرة الأولى. في عام 2019، قدرت إحدى شركات تحليل التجزئة أن هناك انخفاضًا بنسبة 9.8 ٪ في حركة مرور المتاجر البريطانية في يوم الصناديق مقارنة بعام 2018 (أكبر انخفاض سنوي منذ عام 2010)، مستشهدة بعدة عوامل، مثل الطقس، بروز التسوق عبر الإنترنت، الشكوك في أعقاب الانتخابات العامة، والشهرة المتزايدة لمبيعات الجمعة السوداء.
لا تعد مبيعات يوم الصناديق من التقاليد البارزة في الولايات المتحدة، على الرغم من أن العديد من تجار التجزئة غالبًا ما يبدأون مبيعات ما بعد عيد الميلاد في ذلك اليوم. عادة ما يكون هذا هو أول يوم يبدأ بعد عيد الميلاد للأشخاص لإعادة الهدايا غير المرغوب فيها للتبادل أو استرداد الأموال، واسترداد بطاقات الهدايا.

## الرياضة

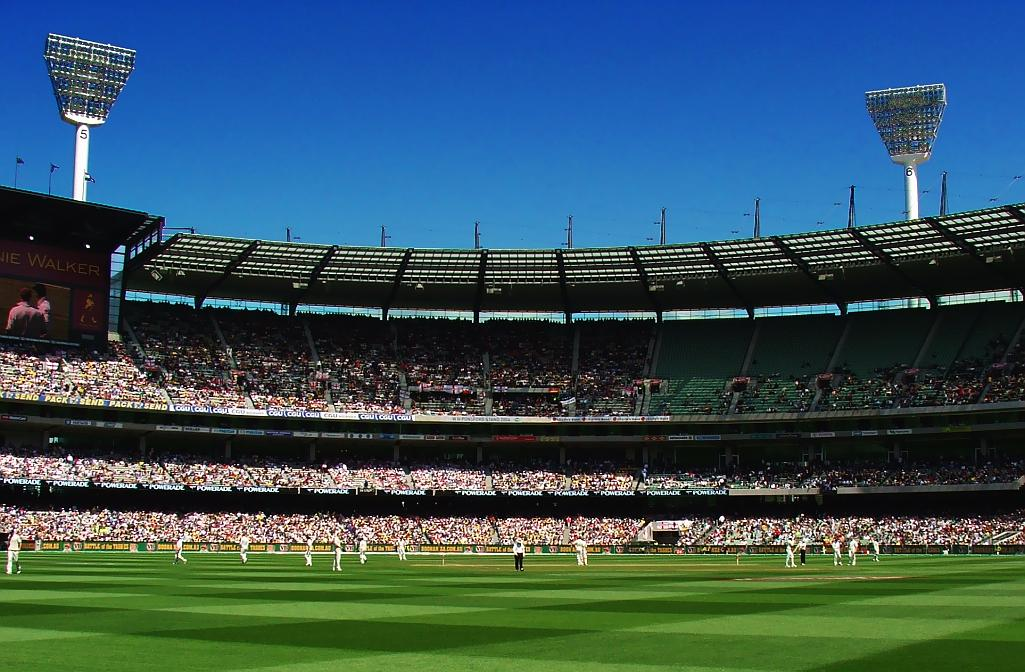
اختبار يوم الصناديق في ملعب ملبورن للكريكيت، 2006

في المملكة المتحدة، من المعتاد لجميع بطولات دوري كرة القدم من الدرجة الأولى في إنجلترا واسكتلندا وأيرلندا الشمالية - الدوري الإنجليزي الممتاز، والدوري الإسكتلندي الممتاز، ودوري NIFL الممتاز - والدوريات الدنيا، بالإضافة إلى بطولات الرجبي، إقامة برنامج كامل لمباريات كرة القدم في يوم الصناديق. في الأصل، كانت المباريات في يوم الصناديق تُلعب ضد منافسين محليين لتجنب اضطرار الفرق ومشجعيهم إلى السفر لمسافة طويلة إلى مباراة خارج أرضهم في اليوم التالي ليوم عيد الميلاد. قبل تشكيل الدوريات، كان هناك عدد من مباريات اتحاد الرجبي التقليدية في يوم الملاكمة من كل عام.
في إيطاليا، تم لعب كرة القدم في يوم الصناديق لأول مرة في موسم 2018/19 بالدوري الإيطالي. كانت التجربة ناجحة، حيث تمتلئ الملاعب الإيطالية بنسبة 69٪ في المتوسط - أكثر من أي يوم مباراة آخر في ديسمبر 2018.
في دوري الرجبي، كانت المباريات الاحتفالية عنصرًا أساسيًا في موسم الشتاء التقليدي. منذ الانتقال إلى موسم الصيف في التسعينيات، لم يتم ترتيب أي مباريات رسمية الآن في يوم الصناديق، لكن بعض الأندية، مثل Wakefield Trinity، تنظم مباراة ودية محلية تقليدية بدلاً من ذلك.
في أستراليا ونيوزيلندا وجنوب إفريقيا، تُلعب مباريات الكريكيت التجريبية في يوم الصناديق. لمزيد من التفاصيل، راجع اختباريوم الصناديق.
في أستراليا، يكون اليوم الأول من اختبار يوم الملاكمة في ملبورن وبداية سباق اليخوت من سيدني إلى هوبارت في يوم الصناديق.
في سباق الخيل، يوجد الملك جورج السادس تشيس في مضمار سباق الخيل كمبتون بارك في ساري (Surrey)، إنجلترا. إنها ثاني أكثر مطاردة مرموقة في بريطانيا، بعد كأس شلتنهام الذهبية. بالإضافة إلى السباق المرموق في كمبتون، في بريطانيا، عادة ما يكون هذا اليوم هو اليوم الذي يشهد أكبر عدد من اجتماعات السباق لهذا العام، مع ثمانية في عام 2016، بالإضافة إلى ثلاثة أخرى في أيرلندا. في باربادوس، يقام اليوم الأخير لسباق الخيل في يوم الملاكمة في الحامية التاريخية سافان، أحد مواقع التراث العالمي لليونسكو. استمر هذا التقليد منذ عقود في هذه المستعمرة البريطانية السابقة.
يوم الصناديق هو أحد الأيام الرئيسية في تقويم الصيد في المملكة المتحدة والولايات المتحدة، حيث تعقد معظم عمليات الصيد (سواء كانت مجموعات من كلاب الثعالب أو مجموعات هارير وحزم القدم من البيجل أو الباسيتس)، غالبًا في مراكز المدن أو القرى.
ترتبط العديد من مسابقات هوكي الجليد بهذا اليوم. عادةً ما تبدأ بطولة IIHF World U20 في 26 ديسمبر، بينما تبدأ بطولة كأس سبنغلر أيضًا في 23 ديسمبر في دافوس، سويسرا؛ تشمل مسابقة كأس فريق سبنغلر دافوس والفريق الكندي وفرق الهوكي الأوروبية الأخرى. كان دوري الهوكي الوطني يقترب من قائمة كاملة من المباريات (تم لعب 10 مباريات في عام 2011 )، بعد أيام العطلة على مستوى الدوري في عشية عيد الميلاد ويوم عيد الميلاد. ومع ذلك، فإن اتفاقية المفاوضة الجماعية لعام 2013 (التي أعقبت الإغلاق) مددت ولاية الدوري ليلة عيد الميلاد ويوم الكريسماس لتشمل يوم الصناديق، إلا عندما يصادف يوم السبت، وفي هذه الحالة يمكن للدوري أن يختار 23 ديسمبر. بدلاً من ذلك في يوم عطلة على مستوى الدوري لذلك العام.
في بعض دول الكومنولث الأفريقي، وخاصة غانا وأوغندا وملاوي وزامبيا وتنزانيا، تقام مسابقات الملاكمة الاحترافية في يوم الصناديق. كما تم اتباع هذه الممارسة لعقود في غيانا وإيطاليا.
يعد Annandagsbandy من التقاليد البارزة في السويد، والذي كان يمثل في السابق بداية موسم الباندي ويستقطب دائمًا حشودًا كبيرة. تبدأ الألعاب عادةً في الساعة 1:15 مساءً.